# Косяк Селезнёва
Косяк Хромого, Косяк Селезнёва — дебют в русских шашках. Возникает после 1.cb4 fg5 2.gf4 gf6 3.bc3 bc5 4.ba5 сb4 5.ac5 db4

## Название дебюта
Традиционно дебют именуется Косяк Хромого, в дебютных исследованиях последних лет предложено название Косяк Селезнёва. Название получил по фамилии шашиста XIX века Ивана Селезнёва по прозвищу Хромой. Разработанный Хромым вариант косяка, записанный П. Н. Бодянским со слов одного из московских шашистов, был опубликован им в Шахматном обозрении № 26-29, стр. 376.

## История изучения дебюта
Известно, что разработку ключевых ходов дебюта внёс Иван Петрович Селезнёв, сильнейший шашист Москвы 30—50 гг. годов XIX века. В конце XIX века дебют появился на страницах печати.
Большой вклад в разработку и исследование дебюта в наше время внесли Борис Оксман, Валентин Абаулин, Вениамин Городецкий, Борис Дружинин, С. Таксер и другие.

## Примеры развития игры
Лето 1963 года. Чемпионат Тульской области. Валерий Суханов — Борис Оксман. 0-2. Система Оксмана в Косяке Хромого. Нотация партии из архива Вячеслава Ивановича Зайцева
1. c3-b4 f6-g5 2. g3-f4 g7-f6 3. b2-c3 b6-c5 4. b4-a5 c5-b4 5. a3xc5 d6xb4 6. f2-g3 b4-a3 7. g3-h4 c7-b6!! 8. a5xc7 b8xd6 9. a1-b2 a7-b6 10. c3-d4 b6-a5 11. d2-c3 d6-c5 12. d4xb6 a5xc7 13. c3-d4 e7-d6 14. e1-d2 c7-b6 15. h2-g3 b6-a5 16. d4-e5?!? f6xf2 17. g1xe3 f8-g7 18. h4xf6 g7xe5 19. b2-c3 h8-g7 20. e3-d4 g7-f6 21. d4-c5 d6xb4 22. f4xd6 h6-g5! 23. g3-h4 g5-f4 24. d6-e7 f6-e5 25. e7-f8 d8-e7 [х].
16 октября 1963 года. XXIII чемпионат СССР. Виктор Прияткин — Валентин Абаулин. 0-2. Система Оксмана в Косяке Хромого.
1. c3-b4 f6-g5 2. g3-f4 g7-f6 3. b2-c3 b6-c5 4. b4-a5 c5-b4 5. a3xc5 d6xb4 6. f2-g3 b4-a3 7. g3-h4 c7-b6!! 8. a5xc7 b8xd6 9. h2-g3 a7-b6 10. e1-f2 d6-c5 11. c3-d4 e7-d6 12. g1-h2 f8-e7 13. a1-b2 b6-a5 14. d4xb6 a5xc7 15. f4-e5 d6xf4 16. g3xg7 h8xf6 17. e3-d4 c7-b6 18. f2-g3 e7-d6 19. d2-e3 d8-c7 20. c1-d2 a3xc1 21. d2-c3 c1xf4 22. g3xg7 h6xf8 23. h4xf6 d6-c5 24. f6-g7? f8xh6 25. d4-e5 h6-g5 [x].
1964 год. Командный чемпионат СССР. Юрий Альперович — Валентин Абаулин. 0-2. Система Оксмана в Косяке Хромого.
1. c3-b4 f6-g5 2. g3-f4 g7-f6 3. b2-c3 b6-c5 4. b4-a5 c5-b4 5. a3xc5 d6xb4 6. f2-g3 b4-a3 7. g3-h4 c7-b6!! 8. a5xc7 b8xd6 9. a1-b2 a7-b6 10. c3-d4 d6-c5 11. f4-e5? f8-g7 12. e5-d6 f6-e5 [x].
6-й чемпионат мира по русским шашкам по электронной переписке
Гриневич В. Я. — Семёнов С. А. 1:1. Система Таксера в Косяке Хромого.
1.cb4 bc5 2.bc3 fg5 3.gf4 gf6 4.ba5 cb4
5.a:c5 d:b4 6.fg3 fe5 7.f:d6 c:e5 8.gf4 e:g3
9.h:f4 ba3 10.cd4 bc7 11.ef2 ed6 12.ab2 hg7 13.fg3 gh4 14.gh2 h:f2 15.e:g1 gf6 16.hg3 fg5 17.de3 gh4 18.gh2 h:f2 19.e:g1 fg7 20.hg3 =
Макушев И. Г. — Семёнов С. А. 1:1. Система Таксера в Косяке Хромого.
1.gf4 fg5 2.cb4 bc5 3.bc3 gf6 4.ba5 cb4
5.a:c5 d:b4 6.fg3 fe5 7.f:d6 c:e5 8.gf4 e:g3
9.h:f4 ba3 10.cd4 bc7 11.ab2 hg7 12.ef2 ed6 13.fg3 gh4 14.gh2 h:f2 15.e:g1 gf6 =
Ганюшин Л. А. — Семёнов С. А. 1:1. Система Таксера в Косяке Хромого.
1.gf4 fg5 2.cb4 bc5 3.bc3 gf6 4.ba5 cb4
5.a:c5 d:b4 6.fg3 fe5 7.f:d6 c:e5 8.gf4 e:g3
9.h:f4 ba3 10.cd4 bc7 11.ef2 ed6 12.ab2 gh4 13.dc5 d:b4 14.a:c3 ab6 15.ed4 fe7 16.dc5 b:d4 17.c:e5 cb6 18.bc3 dc7 19.fe3 hg7 20.gf2 ba5 21.ed4 cb6 22.de3 gf6 23.e:g7 h:f8 24.de5 fg7 25.cb4 a:c3 26.fg5 h:d4 27.e:a7 cb2 28.ab8 =